# 토흐친차이
토흐친차이(말레이어: Toh Chin Chye, 중국어: 杜進才, 한자음:두진재, 1921년 12월 10일 - 2012년 2월 3일)는 싱가포르의 정치인이다. 싱가포르 독립 후 1세대 정치인들 중 하나로 부총리(1965-1968), 과학기술부 장관(1968-1975), 보건부 장관(1975-1981)을 지냈다. 1954년부터 1981년까지 인민행동당(PAP)의 총재를, 1968년부터 1975년까지 싱가포르 대학교의 부총장을 지냈다. 1981년 내각에서 떠난 뒤 평의원으로 지냈으며, 1988년 정계에서 은퇴하였다. 2012년 2월 3일 향년 90세로 타계했으며, 7일 만다이 화장터에서 화장되었다.